# Theope discus
Theope discus is een vlindersoort uit de familie van de prachtvlinders (Riodinidae), onderfamilie Riodininae.
Theope discus werd in 1868 beschreven door H. Bates.